# Blatherwycke
Blatherwycke is een civil parish in het bestuurlijke gebied East Northamptonshire, in het Engelse graafschap Northamptonshire met 55 inwoners.